# Waco Primary Glider
El Waco Primary Glider (Planeador Primario), o simplemente WACO Glider, fue uno de los primeros productos de la Waco Aircraft Company. El planeador de bajo coste estaba destinado a ser volado desde colinas bajas o remolcado por un vehículo.

## Diseño y desarrollo
El planeador WACO fue comercializado como un avión de entrenamiento de bajo coste para particulares o clubes de vuelo sin motor. Se produjeron alrededor de 300 ejemplares entre 1930 y 1931. Se han realizado réplicas usando tanto estructuras de tubo de acero como de madera. También están disponibles los planos para su construcción amateur.
El planeador fue diseñado para volar a baja velocidad. Se podía mantener en vuelo a 32 km/h con un régimen de planeo de 15 a 1. El fuselaje está hecho de tubería de acero  soldado. Las alas usan largueros de picea, arriostradas con cable y recubiertas de tela. Fue montado un gancho de remolque liberable en el frente.

## Aviones en exhibición
Paul Poberezny, fundador de la Experimental Aircraft Association, aprendió a volar en un Waco Primary Glider reconstruido. En 2002 fue construida una réplica y volada por Poberezny en 2003. Actualmente está en exhibición en el EAA AirVenture Museum en Oshkosh (Wisconsin).
También existe un Waco Primary Glider original en la colección del Museo Nacional del Aire y el Espacio de Estados Unidos.

## Especificaciones
Referencia datos: Popular Science

### Características generales
- Tripulación: Uno (piloto)
- Longitud: 6,4 m
- Envergadura: 11 m
- Altura: 3,0 m
- Superficie alar: 14,6 m²
- Peso vacío: 79 kg

### Rendimiento
- Velocidad máxima operativa (Vno): 105 km/h
- Velocidad de entrada en pérdida (Vs): 32 km/h